# Anastasio de Gracia
Anastasio de Gracia Villarrubia (Mora, 18 de septiembre de 1890-Ciudad de México, 14 de marzo de 1981) fue un sindicalista y político socialista español. Llegó a ser diputado durante la Segunda República (1931-1939). Durante la guerra civil (1936-39) fue ministro en el gobierno de Francisco Largo Caballero desde septiembre de 1936 hasta mayo de 1937. Tras la derrota de los republicanos se exilió en México, donde vivió más de cuarenta años.

## Primeros años (1890-1931)
Nacido en la localidad toledana de Mora en 1890,  a los veintiún años de edad se trasladó a Madrid, donde entró a trabajar como albañil de la construcción e inició su militancia en la UGT y en el Partido Socialista Obrero Español (PSOE) Concretamente en 1903 se unió a su sindicato local, en 1913 a la Agrupación Socialista Madrileña y pocos años más tarde, en 1918, asistió como delegado de los trabajadores del hormigón armado de Bilbao y de los albañiles de Madrid al XIII Congreso de la UGT
Su carácter enérgico y comprometido le llevó, ya entonces, a visitar en un período de tres años, más de 125 localidades, con el objetivo de propiciar la expansión de la organización sindical por todo el país. Afortunadamente, de Gracia, dejó constancia de todos estos viajes a través de los informes que redactó para el Comité de la FNE-UGT, y actualmente son una fuente primordial para entender la historia del sindicalismo español de principios del siglo XX. Así mismo, y a pesar de su escaso conocimiento de otras lenguas, también participó en Congresos internacionales de construcción en ciudades como Estocolmo, Bruselas, La Haya o Viena.
En septiembre del 1921 durante el congreso constituyente de la Federación Nacional de la Industria de la Edificación, en el que participaba como representante de la sección madrileña de la Federación de Albañiles, fue elegido secretario general de la naciente Federación de la Construcción, cargo en el que permanecerá quince años. Paralelamente, su vocación política fue tomando cuerpo y en junio de 1923 es proclamado candidato a diputado provincial por el Partido Socialista, en el distrito de Inclusa-Getafe. Su vinculación al Partido Socialista, junto a su vertiente sindical, marcaran su trayectoria pública a partir de este momento.

## Segunda República
Su salto a la primera línea de la política se produce con la proclamación de la Segunda República Española al obtener en las elecciones de 1931 un escaño como diputado por la circunscripción de Toledo y solo un año más tarde, en 1932, siendo designado delegado del Gobierno en el Canal de Lozoya por el aquel entonces ministro de Obras Públicas, Indalecio Prieto.
Por esas fechas se unió, además, a la comisión de Trabajo del Congreso de los Diputados y fue reelegido secretario general de la Federación Nacional de Edificación en su V Congreso, perteneciendo entre los años 1932 y 1934 al Comité Nacional de la UGT como representante de la Federación. 
Presidió el XVII Congreso de la UGT celebrado en octubre de 1932 dónde fue designado para formar parte de la Comisión Ejecutiva, aunque no llegó a incorporarse a la misma ya que presentó su dimisión solidaria junto a otros destacados miembros como el secretario general, Largo Caballero, el tesorero Rafael Henche y los vocales Antonio Muñoz y Pascual Tomás.
En las elecciones de 1933 volvería a obtener un escaño en el Congreso por la circunscripción de Madrid, y en las de 1936 lo lograría por la de Granada. 
En la legislatura de 1933-36 fue elegido miembro de la comisión de Actas del Congreso y entre 1936-39 participó en las de Trabajo, Finanzas y Economía. 
Sin embargo, su posición política no le salvó de ser detenido y puesto a disposición del Juzgado Militar de Guardia en 1934, ingresando en prisión incomunicada acusado de participar en el movimiento revolucionario organizado por la UGT, prisión de la que salió sin cargos cinco días después.

## Guerra civil y exilio (1936-1981)
A comienzos del año 1936, recién elegido diputado por Granada, se sucederán varios acontecimientos de especial relevancia en su trayectoria política y sindical. En febrero de ese año presentara su dimisión como presidente de la Comisión Ejecutiva de la UGT y en el mes de junio, tras perder frente a Edmundo Domínguez Aragonés, dejará la presidencia de la Federación Nacional de la Edificación después de 15 años en el cargo.  En cambio, será en septiembre cuando entre a formar parte del primer gobierno de Francisco Largo Caballero como ministro de Industria y Comercio, cambiando a los pocos meses de cartera para pasar a ser ministro de Trabajo y Previsión. Con la guerra civil ya en marcha, y con motivo de la crisis de Gobierno planteada por Largo Caballero a raíz de sus diferencias con los comunistas, Anastasio de Gracia presentará su dimisión como Ministro. No obstante, hasta el final de la guerra, momento en el que partirá a su exilio,  seguirá ocupando diversos cargos institucionales: subsecretario de Armamento del Ministerio de Armamento Nacional bajo la presidencia de Juan Negrín, presidente de la Junta Rectora de la Caja General de Reparaciones, presidente de la Comisión de Trabajo y Asistencia Social del Congreso de los Diputados y miembro de la Diputación Permanente de las Cortes.
Al terminar la Guerra Civil, decide abandonar España y exiliarse en Francia. Pasará unos meses en París hacia finales del año 1939 y será allí donde obtendrá el visado que le permitirá viajar a República Dominicana. En febrero de 1940 y tras realizar varias etapas en Cuba y República Dominicana, llega por fin a su destino final: México.  Al poco tiempo es nombrado presidente del recién inaugurado Círculo Cultural Pablo Iglesias en México y en el año 1941 se le encomienda junto a José Tomás y Piera y Ramón Ruiz Rebollo la gestión de la oficina de socorro de la Junta de Auxilio a los Republicanos Españoles (JARE). Ese será también el año en el que el Tribunal de Responsabilidades Políticas le condene a 15 años de extrañamiento y al pago de 5 millones de pesetas, aunque probablemente de Gracia se enterará de ello muchos años más tarde.
Al término de la II Guerra Mundial , las Cortes españolas en el exilio se reunieron en México para intentar captar apoyo internacional en favor del restablecimiento de la democracia en España. Los socialistas se presentaron divididos a aquella reunión, lo que propició un giro de última hora que quitó a de Gracia la posibilidad de concurrir como candidato socialista a la presidencia de las Cortes. Finalmente, este incidente fue uno de los detonantes que provocó el distanciamiento progresivo de Anastasio de Gracia del primer plano de la política. 
Anastasio nunca volvió a España, ni siquiera con la instauración de la democracia, ya que para entonces su delicado estado de salud desaconsejaba el viaje. En 1981 falleció en México a los noventa años de edad.